# Yukarıkocayatak, Serik
Yukarıkocayatak là một thị trấn thuộc huyện Serik, tỉnh Antalya, Thổ Nhĩ Kỳ. Dân số thời điểm năm 2011 là 3.035 người.